# Heliococcus glycinicola
Heliococcus glycinicola är en insektsart som beskrevs av Borchsenius 1956. Heliococcus glycinicola ingår i släktet Heliococcus och familjen ullsköldlöss.
Artens utbredningsområde är Sydkorea. Inga underarter finns listade i Catalogue of Life.